# 弦楽のためのレクイエム
『弦楽のためのレクイエム』（げんがくのためのレクイエム、英語: Requiem for Strings、フランス語: Requiem pour orchestre à cordes）は、武満徹が1955年から1957年にかけて作曲した弦楽合奏曲であり、武満の初期の代表作とされる。当時結核を患っていた武満が、親交のあった作曲家早坂文雄の死を悼むとともに自らの死を意識しながら書き進めた作品であり、早坂文雄に献呈されている。初演の2年後にストラヴィンスキーがこの作品にコメントしたことは作品の評価のみならず内外における武満の名声を高めることにつながった。
単一の楽章からなり、演奏時間は約9分。

## 作曲の経緯

### 武満と結核

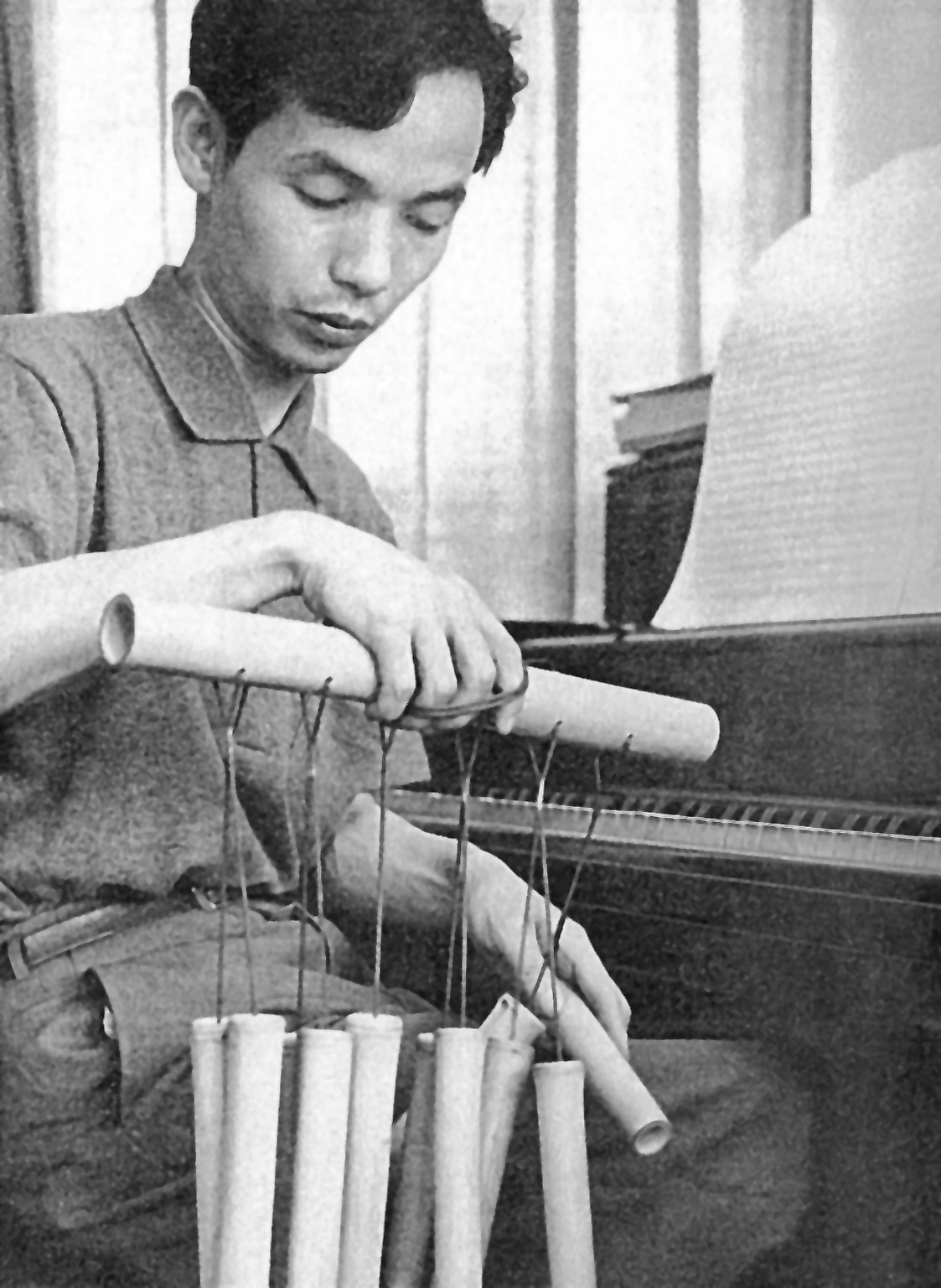
武満徹（1961年）

1950年にピアノ曲『2つのレント』で作曲家デビューを果たした武満であったが、1953年に喀血し結核と診断される。肺に鶏卵大の穴が開くほど病状が進行していたため慶應病院で入院治療を受けるが完治しないままに1954年3月に退院。6月には同じく結核を患っていた劇団四季の女優、若山浅香と所帯を持つこととなった。
武満は療養生活を続けながら、以前から親交があった作曲家早坂文雄の自宅に再び出入りするようになり、そこで『七人の侍』のオーケストレーションなどを手伝った。早坂もまた重度の結核を患っており、喀血を繰り返しながら作曲を続けていた。武満も病状は思わしくなく、微熱と倦怠感が続き、ひどいときには箸の上げ下ろしができないほどであったが、その一方でミュージックコンクレートの仕事のために徹夜でスタジオに籠もるなど無理を重ねていた。
『弦楽のためのレクイエム』は、このような状況の中で作曲されることになる。なお、武満の病状が快方に向かうのは、新しい薬を使った治療を受けるようになった1958年以降のことである。

### 劇団四季の劇伴
『弦楽のためのレクイエム』は、武満が劇団四季の公演のために書いた音楽の一部を発展させて作られている。その、元となった作品については1956年の『せむしの聖女』であるとする説があるが、武満は立花隆のインタビューに対し、1955年5月に劇団四季の第4回公演で上演された『野性の女』であると答えている。
この頃の武満は自らの死も意識しており、「ちゃんとした作品を一曲も書かないで終わっては、死んでも死にきれない」という悲痛な思いを持っていた。その矢先、「野性の女」の開幕の曲として書いたトランペットのモチーフを武満自身が気に入り、これを別の「ちゃんとした作品」に発展させようと考えたのである。その作品の形態として武満は弦楽合奏を選ぶことになるが、それは、「野性の女」の公演から2か月後にあたる7月に「実験工房」の演奏会において『13管楽器のための室内協奏曲』を発表した際、自分が想像していた音と実際に出てくる音が違っており、管楽器を使ったオーケストレーションの難しさを痛感したためである。

### 早坂の死
書き始めた作品のタイトルについて、武満は「レクイエム」とするか「メディテーション（冥想）」とするかを決めかねていたが、同年10月15日に早坂文雄が結核のため41歳の若さでこの世を去ったことに衝撃を受け、これをきっかけに作品を「レクイエム」として書くことを決めた。なお、初演当時、武満は初演のプログラムノートに「特定の人の死を悼んでこの曲を書いたのではありません。しかし、僕はこの曲を書きながら、しばしば早坂文雄氏を憶い、その死を悼みました。」と記しているが、後には「早坂さんへのレクイエムであると同時に、自分自身のレクイエムであるとはっきりとらえて書き出したわけです。」と語っている。
ただし、「レクイエム」を書くことに決めたとは言え、この頃の武満はモーツァルトやフォーレなどのレクイエムを聴いたことがなく、「レクイエム」という言葉には西洋の宗教音楽から切り離された「死者の追悼のための鎮魂の音楽」というイメージしか持っていなかった。なお、後年になって武満は、当時偶然耳にしたジャズピアニストのレニー・トリスターノの曲「レクイエム」（1955年に録音）に感動したことが作曲の動機の一つとなったとも述べている。

### 東京交響楽団の委嘱
1957年1月、武満は東京交響楽団から作曲の委嘱を受けた。当時、上田仁（うえだ まさし）が常任指揮者を務める東京交響楽団は定期演奏会で日本人作曲者の作品を積極的に取り上げており、武満にも白羽の矢が立ったのである。
その背景には、「実験工房」の活動などで武満と親交があった秋山邦晴が東京交響楽団の機関誌『シンフォニー』の編集長を務めており、その秋山が上田に、期待の若手作曲家として武満と佐藤慶次郎の名前を紹介していたことがあるとされる。一方、武満自身は、鎌倉から東京に向かう横須賀線の車中で『弦楽のためのレクイエム』の楽譜の手直しをしている時に偶然、上田に声を掛けられ楽譜を見せたことがきっかけであると述べており、関係者の証言には食い違いがある。
武満は1955年以来少しずつ書き進めていた『弦楽のためのレクイエム』をもってこの委嘱に応えることとし、委嘱を受けてから4か月後の1957年5月に完成させた。スコアの浄書と複数の筆写譜の作成については、病床にあった武満がかなり衰弱していたため妻の武満浅香が代わりに行った。

## 初演
1957年6月20日に日比谷公会堂で行われた東京交響楽団第87回定期演奏会（指揮：上田仁）において『弦楽のためのレクイエム』は初演された。この時の演目は以下のとおりであった。
- 武満徹 『弦楽のためのレクイエム』
- アルベール・ルーセル 『小管弦楽のためのコンセール』
- フランツ・シューベルト 『交響曲第5番』
- セルゲイ・ラフマニノフ 『ピアノ協奏曲第3番』

## 初演後の評価
初演に対する聴衆の反応は芳しくなく、批評も一部を除き冷ややかなものであった。前衛的な要素が理解されなかったというわけではなく、評論家の園部三郎は6月24日付けの読売新聞において「日ごろ、実験主義的主張をしている武満氏の作品としては、意外に素直な作風で驚かされた。」と記している。
武満自身は後に『弦楽のためのレクイエム』を「私が作曲家として書いた最初の作品」と位置づけているが、初演直後には作品に満足しておらず、当時の心境を振り返って次のように述べている。
このような不満を背景として作曲された作品が翌1958年の『ソン・カリグラフィ』であり、『弦楽のためのレクイエム』とは対照的に厳格な書法により書かれている。なお、『ソン・カリグラフィ』は1958年8月に行われた二十世紀音楽研究所の第2回軽井沢現代音楽祭の作曲コンクールにおいて松下眞一の『8人の奏者のための室内コンポジション』とともに順位なしの入賞を果たしている。

## ストラヴィンスキーのコメント

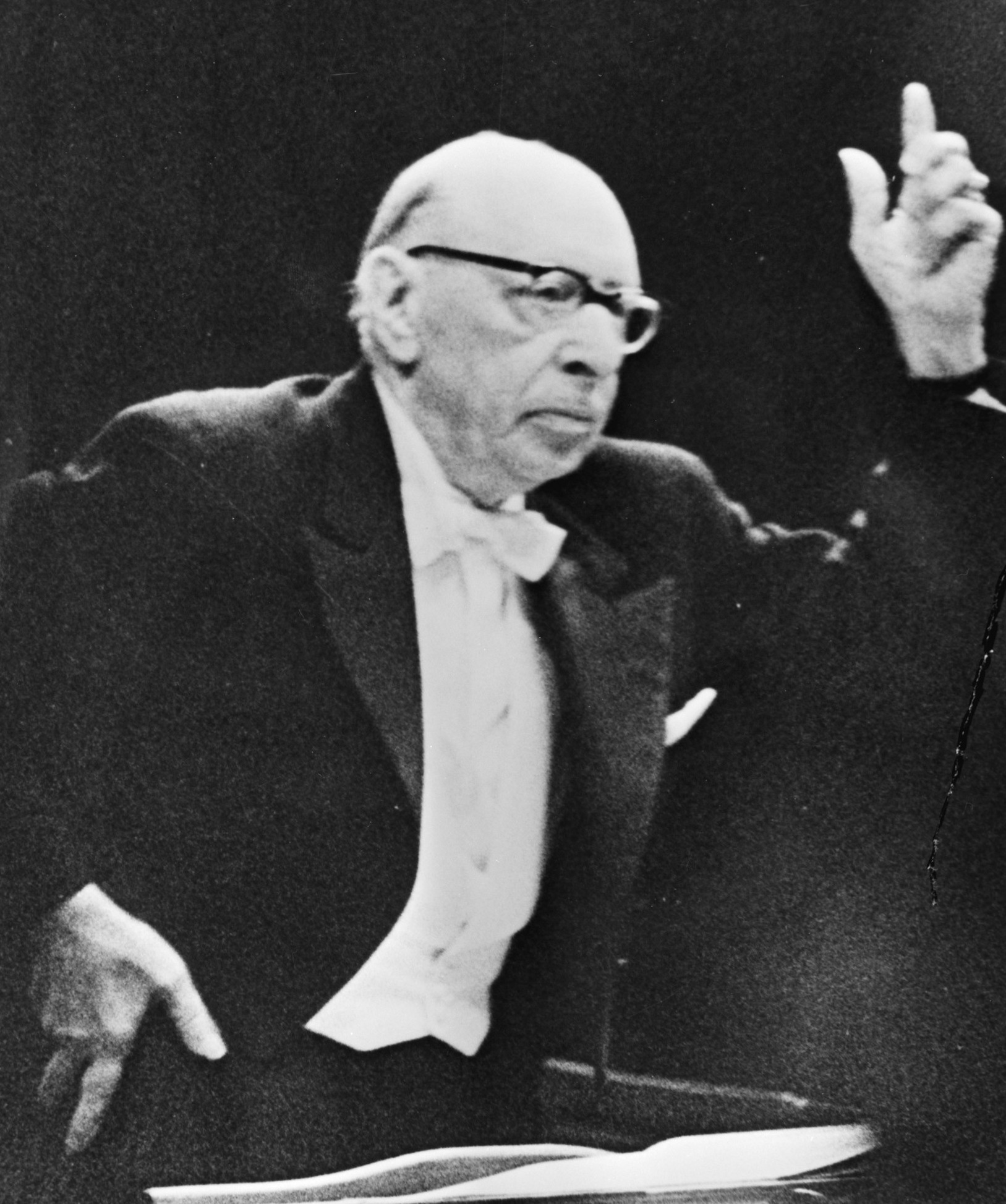
ストラヴィンスキー（1965年）

『ペトルーシュカ』や『春の祭典』などの作品で知られるロシア出身（来日当時はアメリカ国籍）の作曲家イーゴリ・ストラヴィンスキーが1959年に来日した際、『弦楽のためのレクイエム』の録音を聴いて次のようにコメントした。
ストラヴィンスキーが日本の作曲家の作品を知るため、日本の音楽界に詳しかったヒューエル・タークイやハロルド・クルサーズと共に様々な作品のテープやスコアにあたっていたときの発言である。
このとき、ストラヴィンスキーは福島和夫によるアルト・フルートとピアノのための作品『エカーグラ』に対して「これはいい曲だ。実にいい曲だ。」と賛辞を送ったのだが、これが『弦楽のためのレクイエム』へのコメントと混同され「ストラヴィンスキーが武満の『弦楽のためのレクイエム』を激賞した」と誇張されて伝わった。このことは結果的に武満に対する世間の評価を一転させることになり、翌1960年に行われた第1回東京現代音楽祭においては、再演された『弦楽のためのレクイエム』がドイツ大使賞を受賞した。
また、ストラヴィンスキーのコメントは1971年にヨーロッパで武満が特集された際にも引用され、「ストラヴィンスキーに認められた」と作曲家として紹介されることになるのである。
一方、アメリカでは、ちょうどストラヴィンスキーの来日前後より、タークイと親交があった指揮者ソア・ジョンソン が演奏会で『弦楽のためのレクイエム』を頻繁に取り上げており、1960年代には小澤征爾も積極的に取り上げるようになった。タークイは『音楽芸術』1963年1月号に掲載された「特集／現代日本作曲家論」の中で次のように述べている。
実演ばかりでなく、1960年代には、岩城宏之指揮によるNHK交響楽団（1961年）、若杉弘指揮による読売日本交響楽団（1966年）、小澤征爾指揮によるトロント交響楽団（1969年）などによる録音も行われている。

## 出版
楽譜は1962年に音楽之友社から出版され、その後1970年にフランスのサラベール社が武満と出版契約を結んで音楽之友社から版権を買い取った。
出版譜にはいくつかの間違いがあることが指摘されており、その中には浅香夫人が作成した筆写譜段階でのミスも含まれている。作曲家の川島素晴は、現行の出版譜、武満浅香の筆写スコアのコピー、東京交響楽団が初演当時に使用していたパート譜の書き込み、指揮者の秋山和慶が東京交響楽団で演奏した際に武満本人に確認しながら校訂を加えた楽譜などを比較検討し、『エクスムジカ』（2000年）誌上において詳細な校訂報告を行っている。

## 楽器編成
第1ヴァイオリン 10、第2ヴァイオリン 9、ヴィオラ 8、チェロ 7、コントラバス 7 

## 曲の特徴

### 概要
武満が初演時のプログラムノートにおいて「はじめもおわりもさだかでない、人間とこの世界とをつらぬいている音の河の流れの或る部分を、偶然にとり出したもの」と述べているように、作品は沈黙から生まれて沈黙へと帰っていく。
冒頭は弱音器をつけた第一ヴァイオリンによるピアニシモの嬰ヘ音で始まり、他の楽器が加わって下の譜例のような重く沈んだ和音の響きをつくる。
そこにチェロのソロとヴィオラが「内的独白」のような旋律を奏でる。佐野光司は、この旋律に含まれる「嬰ヘ - ヘ - ロ」という3つの音の動き（下の譜例、左）と、後に『遠い呼び声の彼方へ!』『海へ』などの作品で使われることになる「海のモチーフ」（「Es(=S) - E - - A」、下の譜例、右）との音程の面での共通点を指摘している。
この旋律を中心として、葬送を表すような沈痛な面持ちで曲は進行していく。一部を除いて極めて遅いテンポがとられており、それは加速したり減速したりして絶え間なく変化する。また、三連符が多用されており、遅いテンポと相まって規則正しい拍節がないような印象を与える。例として冒頭部分の主要な楽想のリズムを以下に示す。上段が主旋律のリズムである。
武満は作品独特の時間感覚について「＜拍（ビート）＞に対する概念が西欧のそれとは全く異なっています。言うなれば、One by One のリズムの上に曲は構成されています。」と説明している。「One by One のリズム」という謎のような表現について、小野（2016）は能におけるリズムの揺らぎのようなものと解釈している。規則正しい拍によらないこの作品を指揮する上でのコツとして、小澤征爾は「合わなくてもいいからやって下さいってやると、やってるうちに、何となくどこかで合うの。」と述べている。

### 構成
全75小節の構成について、武満は「自由な三部形式で、速度の配置は Lent - Modéré - Lent となっています」と述べており、バート（2006）は、以下のように A-B-A の三部形式をもとに5つの部分に分けている。このうち A1の前半、B2、A2 のそれぞれの結尾部には独奏がおかれており、構造の理解を助ける目印の役割を果たしている。なお、秋山（1970）は全体を3つに区分しながら、第22小節以降を第2の部分（展開部分）としている。
| 区分         | 区分       | 小節                                                     | 独奏による結尾             |
| ------------ | ---------- | -------------------------------------------------------- | -------------------------- |
| A1（Lent）   | A1（Lent） | 第1～第21小節                                            | ヴィオラ（20～21小節）     |
| A1（Lent）   | A1（Lent） | 第22～第36小節（冒頭の変形された反復 ）                  |                            |
| B （Modéré） | B1         | 第37～第47小節                                           |                            |
| B （Modéré） | B2         | 第48～第60小節（ B1 の厳密な反復＋コデッタ）             | ヴィオラ（59～60小節）     |
| A2（Lent）   | A2（Lent） | 第61～第75小節（ 第1～第19小節の短縮された再現＋コーダ） | ヴァイオリン（73～75小節） |

武満自身は「単一の主題」であると表現しているが、バート（2006）は音楽的な素材を以下の6種類に分類している。
- a ：冒頭の旋律主題。〈 a1 〉～〈 a4 〉の形で登場する。
- b ：上行する三連符で始まる動機。〈 b1 〉～〈 b10 〉の形で登場し、〈 b8 〉〈 b9 〉として中間部でも登場する。
- c ：フォルテで奏されるコラール風の重く暗い和音[67]。これは1度しか登場しない。
- d ：主題よりも遅いテンポで奏される短い動機の繰り返し[74]。〈 d1 〉として提示され、中間部でも〈 d2 〉として登場する[注 31]。
- e ：中間部の Modéré で使われるリズミックな音型[66]。
- f ：中間部の結尾（コデッタ）でヴィオラのソロによって奏でられる動機。これも1度しか登場しない。

これらの音楽素材の配置は以下の表のようになっている。なお、表中において、太字で表示した素材は反復されないものである。
| 第1～第21小節 | Lent ♩= 66                       | Lourd   | Plus Lent ♩= 52 | 1er Mouvt ♩= 66      |          |
| 第1～第21小節 | 〈 a1 〉〈 a2 〉〈 b1 〉〈 b2 〉 | 〈 c 〉 | 〈 d1 〉        | 〈 b3・a3 〉〈 a4 〉 | 〈 b4 〉 |

| 第22～第36小節 | Encore plus Lent ♩= 56～60       |
| 第22～第36小節 | 〈 a5 〉〈 b5 〉〈 b6 〉〈 a6 〉 |

| 第37～第47小節 | Modéré ♩= 85～90             | Encore un peu Lent | Mouins Lent ♩= 56 | Modéré ♩= 85～90         |
| 第37～第47小節 | 〈 e1 〉〈 e1 〉〈 b7・e2 〉 | 〈 b8 〉           | 〈 d2 〉          | 〈 e2 〉〈 e2 〉〈 b9 〉 |

| 第48～第60小節 | Modéré ♩= 85～90             | Encore un peu Lent | Mouins Lent ♩= 56 | Modéré ♩= 85             | Lent ♩= 56～60 |
| 第48～第60小節 | 〈 e1 〉〈 e1 〉〈 b7・e2 〉 | 〈 b8 〉           | 〈 d2 〉          | 〈 e2 〉〈 e2 〉〈 b9 〉 | 〈 f 〉        |

| 第61～第75小節 | Lent ♩= 66               | 1er Mouvt ♩= 66      |           |
| 第61～第75小節 | 〈 a1 〉〈 a2 〉〈 b1 〉 | 〈 b3・a3 〉〈 a4 〉 | 〈 b10 〉 |

中間部はテンポが上がるが、すぐに〈 b8 〉や〈 d2 〉が現れ Lent に戻る。このことを武満は次のように説明している。

## 東日本大震災の犠牲者への追悼として
武満の「パーソナルな感情を単純に表現」した『弦楽のためのレクイエム』は、2011年の東日本大震災の後には、多くの犠牲者に対する普遍的な追悼の音楽として、いくつかの国や地域で演奏された。
震災（3月11日）の翌週、3月17日に行われたニューヨーク・フィルハーモニックの演奏会では、当初、エサ・ペッカ・サロネンの客演指揮による、ハンガリーをテーマとしたプログラムが予定されていたが、急遽、演奏会の冒頭で音楽監督アラン・ギルバート とサロネンによって追悼のメッセージと募金協力の呼びかけが行われ、続けて『弦楽のためのレクイエム』がギルバートの指揮により演奏された。
アメリカにおいては、この約1週間後、ピッツバーグ交響楽団がアンドリス・ネルソンス指揮による3月25日、27日の演奏会の曲目の一部を『弦楽のためのレクイエム』に差し替えている。
また、3月27日にはドイツのハンブルクで北ドイツ放送交響楽団（現在のNDRエルプフィルハーモニー管弦楽団）による日本救援を目的としたチャリティコンサートが行われ、ここでも『弦楽のためのレクイエム』が演奏されている。なお、このコンサートの指揮もアラン・ギルバートが務めた。
4月以降も、イギリスのロンドン（4月1日）、フランスのパリ（4月10日）、ブラジルのサンパウロ（4月11日）、フィンランドのヘルシンキ（4月24日）などにおいて『弦楽のためのレクイエム』が東日本大震災と関連したチャリティーコンサートなどの演目として取り上げられた。その後もこのような形での演奏は行われ続け、東京交響楽団は2017年3月11日に「被災地復興支援チャリティ・コンサート」を行い、同団が60年前に初演した『弦楽のためのレクイエム』を開幕で演奏している。